# Fréwaka
Fréwaka (de l'irlandès Fréamhacha) és una pel·lícula irlandesa de terror folklòric i drama, escrita i dirigida per Aislinn Clarke i protagonitzada per Clare Monnelly, Bríd Ní Neachtain i Aleksandra Bystrzhitskaya. La cinta es va estrenar el 9 d'octubre de 2024 al LVII Festival Internacional de Cinema Fantàstic de Catalunya. S'ha subtitulat al català.

## Argument
Una cuidadora acudeix a un apartat llogaret per a atendre una dona que viu reclosa, obsessionada amb què Na Sídhe, un ésser de la mitologia irlandesa similar a les fades, la va segrestar durant la seva nit de bodes.

## Repartiment
- Clare Monnelly com Siobhan "Shoo"
- Bríd Ní Neachtain com Peig
- Grace Collender com a jove Peig
- Aleksandra Bystrzhitskaya com Mila
- Clare Barrett com Éilis
- Charlotte Bradley com Majella
- Tara Breathnach com The Mother
- Peadar Coix com a Conductor d'autobús
- Jim Cunningham com Seán
- Dorothy Duffy com Méabh
- Marcus Lamb com a Doctor
- Mícheál Óg Lane com Daithí
- Liv O'Donoghue com a Recepcionista
- Olga Wehrly com Deirdre

## Producció

### Desenvolupament
La cinta pren elements de diversos mites del folklore irlandès com les fades mentre es combinen amb temes socials com la influència de la religió sobre les dones i les malalties mentals. A Irlanda, les cabres han format part de mites, llegendes i tradicions durant segles, sent un d'ells el Puck Fair, una fira que es desenvolupa cada any en Killorglin, Comtat de Kerry on se selecciona al boc més bell per a ser coronat com el Rei Puck, una tradició que ha transcendit durant generacions.
Es teoritza que els antics celtes pujaven les muntanyes irlandeses per a adorar els seus antics déus en rituals que incloïen música, ball, menjar i beguda, posteriorment realitzaven el sacrifici d'un cabrú com a ofrena a aquests. Es creu que al llarg dels anys i amb l'arribada de la industrialització aquests ritus es van mudar del camp i les muntanyes als pobles i ciutats, i es va reemplaçar el sacrifici d'animals amb una cerimònia d'exhibició.

### Rodatge
La cinta va ser filmada íntegrament a Irlanda, a Ravensdale i Carlingford, comtat de Louth. El rodatge va concloure el 22 de maig de 2023.

## Estrena
Es va estrenar el 9 d'octubre en el Festival de Sitges, on va rebre el premi a la millor banda sonora,així com en el Festival Internacional de Cinema de Locarno. S'estrenarà de manera comercial en algun punt del 2025 i serà distribuïda per Shudder a nivell mundial.